# Sherlock Holmes. W obliczu śmierci
Sherlock Holmes w obliczu śmierci (ang. Sherlock Holmes Faces Death) – amerykański film typu mystery z 1943 roku w reżyserii Roya Williama Neilla na podst. opowiadania Rytuał Musgrave’ów sir Arthura Conana Doyle’a. Szósty z czternastu filmów z Basilem Rathbone’em jako Sherlockiem Holmesem i Nigelem Bruce’em jako doktorem Watsonem.
To drugi z trzech filmów Holmesa, w których Basil Rathbone, Nigel Bruce i Hillary Brooke wystąpili razem. Pierwszym był Sherlock Holmes i Głos terroru w 1942 roku, a trzecim Kobieta w zieleni w 1945 roku.

## Obsada
- Basil Rathbone – Sherlock Holmes
- Nigel Bruce – dr John Watson
- Dennis Hoey – inspektor Lestrade
- Arthur Margetson – dr Bob Sexton
- Hillary Brooke – Sally Musgrave
- Halliwell Hobbes – Alfred Brunton
- Minna Phillips – pani Howells
- Milburn Stone – kapitan Vickery
- Frederick Worlock – Geoffrey Musgrave
- Gavin Muir – Phillip Musgrave
- Gerald Hamer jako major Langford
- Vernon Downing – porucznik Clavering
- Olaf Hytten – kapitan MacIntosh
- Charles Coleman – konstabl Kray
- Peter Lawford – klient w domu publicznym
- Norma Varden – barmanka Gracie
- Mary Gordon – pani Hudson